# Francis Ford Coppola Winery

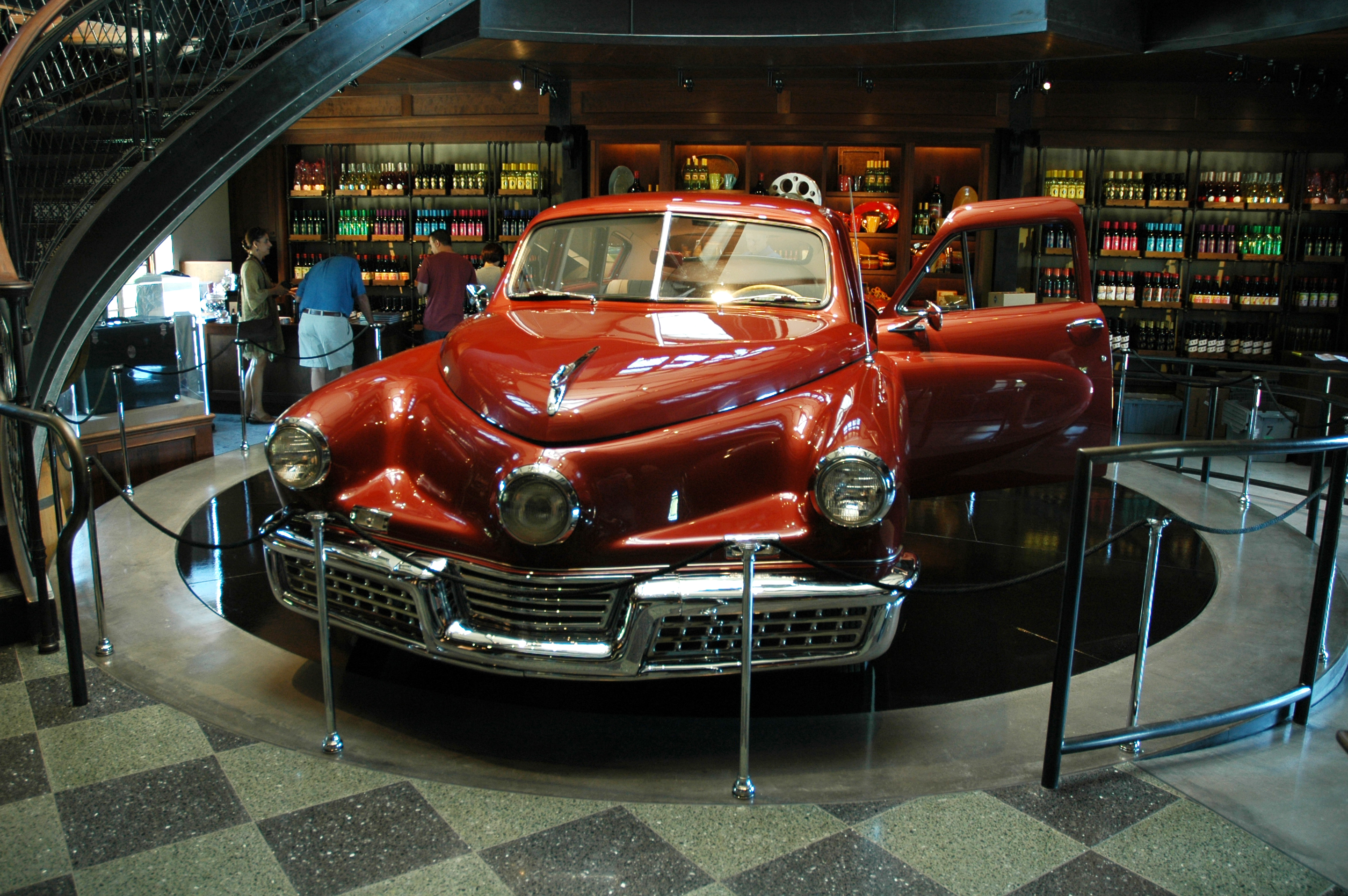
De gerestaureerde Tucker Sedan uit 1948 in het wijnhuis

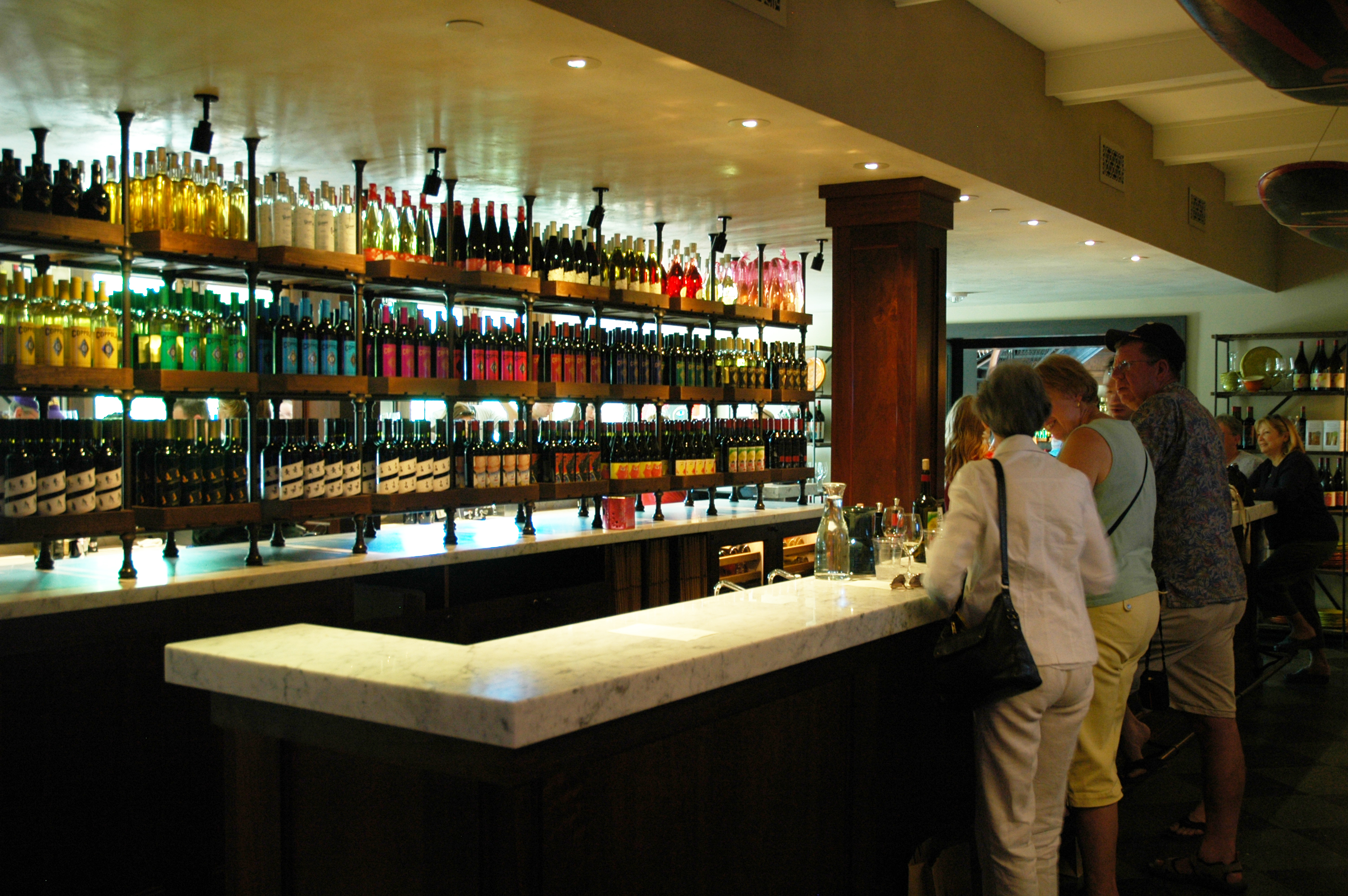
Wijnbar met Coppolawijnen

De Francis Ford Coppola Winery is een wijngoed in de Sonomavallei in de buurt van Geyserville, in de Amerikaanse staat Californië. Het wijnhuis is een onderneming van filmmaker Francis Ford Coppola, die ook eigenaar is van het historische wijngoed Inglenook in Rutherford.

## Geschiedenis
Van 1973 tot 2006 was Chateau Souverain op deze locatie gevestigd. In 2006 kocht filmregisseur Francis Ford Coppola het domein. Chateau Souverain verhuisde naar het historische wijngoed Asti. Coppola bouwde het landgoed in de daaropvolgende jaren om. Het wijnhuis en restaurant openden hun deuren in het najaar van 2010.

## Resort
Francis Ford Coppola Winery is, in tegenstelling tot de meeste wijnhuizen in Sonoma en Napa, niet louter een wijnhuis, maar een soort resort. Er is eenopenluchtzwembad, boccebanen, een bar op het terras, verschillende wijnbars, een Italiaans-Amerikaans restaurant en een galerij met Coppola's Oscarbeeldjes, filmmemorabilia en een Tucker Sedan uit 1948. Op het terrein staat een replica van het paviljoen dat aan de rand van Lake Tahoe stond, op het landgoed van de familie Corleone, in de Coppolafilm The Godfather Part II.

## Wijnen
Het moederbedrijf van de Francis Ford Coppola Winery werd op 16 november 2011 door de International Wine & Spirit Competition uitgeroepen tot USA Wine Producer of the Year.
Tot het gamma van de Francis Ford Coppola Winery behoren onderstaande wijnen:
- Francis Ford Coppola Director's Cut – wijnen uit Sonoma County van specifieke appellaties
- Francis Ford Coppola Director's – vier klassieke variëteiten van druiven uit Sonoma County
- Francis Coppola Reserve – exclusieve wijnen van specifieke wijngaarden uit Sonoma County
- Francis Coppola Diamond Collection – populaire Californische wijnen
- Francis Ford Coppola Presents Rosso & Bianco – vier wijnen "voor het dagelijkse leven"[5]
- Sofia – een reeks mousserende wijnen
- Votre Santé – een pinot noir en chardonnay "op z'n Bourgondisch"[6]
- Su Yuen – wijnen voor bij Aziatische keuken
- Archimedes – het vlaggenschip van het wijnhuis, een mengeling van cabernet sauvignon en cabernet franc uit Sonoma County

Zeker niet alle wijndruiven worden op het wijngoed in Geyserville geproduceerd. De Francis Ford Coppola Winery doet een beroep op andere wijnhuizen voor de productie van specifieke druiven.

### Etiketten
De wijnflessen worden gekenmerkt door opvallende etiketten. De Reservewijnen, bijvoorbeeld, dragen een etiket ontworpen door production designer Dean Tavoularis. De wijnen uit het Director's Cutgamma hebben een etiket in de vorm van een zoötroopstrip.